# Vanja Orico
Vanja Orico (Rio de Janeiro, 15 de novembre de 1931 — 28 de gener de 2015), va ser una cantant, actriu i cineasta brasilera.
Va començar la seva carrera cantant a la pel·lícula Luci del varietà, l'any 1950, una producció del cineasta Federico Fellini, quan estava a Itàlia estudiant música. De tornada al Brasil, va debutar al cinema brasiler cantant Mulher rendeira al clàssic O cangaceiro, premiat al Festival de Canes i reeixit mundialment, que li va valer el reconeixement internacional, fent presentacions a Europa, Àfrica, Carib i Estats Units. Va gravar àlbums a França i les vendes de discs al Brasil van ser força destacades. Va ser a la portada de les principals revistes de l'època.
Una marca forta de la seva trajectòria al cinema és la presència en diverses pel·lícules del "Ciclo do Cangaço", del qual és una de les muses. A més de l'esmentat O cangaceiro, també va participar en Lampião, o rei do cangaço (1964), Cangaceiros de Lampião (1967) i Jesuíno Brilhante, o cangaceiro (1972).
Al costat del seu treball com a actriu (també va actuar a Independência ou Morte, de 1972, en el papel de la Baronessa de Goytacazes, i a Ele, o boto, l'any 1987), Vanja Orico va desenvolupar una important carrera cantant, amb actuacions a diverses parts del món. El 1973 va dirigir la pel·lícula O segredo da rosa.
Era filla del diplomàtic i escriptor Osvaldo Orico i mare del cineasta Adolfo Rosenthal, fruit del seu matrimoni amb l'actor André Rosenthal.
En els últims anys, va patir malaltia d'Alzheimer. Va morir el 2015, a Rio de Janeiro, de càncer intestinal. El seu enterrament va tenir lloc al Cemitério de São João Batista, al sud de la ciutat.

## Filmografia

### Cinema
| Any  | Títol                                | Personatge             |
| ---- | ------------------------------------ | ---------------------- |
| 1950 | Luci del varietà                     | Moema - cigana cantora |
| 1953 | O Cangaceiro                         | Maria Clódia           |
| 1954 | Paixão nas Selvas                    |                        |
| 1954 | Conchita und der Ingenieur           | Conchita               |
| 1955 | Die Windrose                         | Ana                    |
| 1957 | S.O.S Noronha                        | Vanja                  |
| 1959 | Yalis,la vergine del roncador        | Ballarina              |
| 1963 | Lampião, O Rei do Cangaço            | Maria Bonita           |
| 1963 | Os Mendigos                          |                        |
| 1965 | Arrastão                             | [ 4 ]                  |
| 1966 | O Santo Milagroso                    | Terezinha              |
| 1967 | Cangaceiros de Lampião               | Mariana                |
| 1972 | Independência ou Morte               | Baronesa de Goytacazes |
| 1972 | Jesuíno Brilhante, o cangaceiro      | Maria de Góes          |
| 1974 | O Segredo da Rosa                    | Severina               |
| 1974 | O Leão do Norte                      | Aninha                 |
| 1979 | O Caçador de Esmeraldas              | Dançarina              |
| 1981 | Chick Fowle, o Faixa Preta do Cinema | Ella mateixa           |
| 1987 | Ele, o Boto                          | Maria                  |
| 1994 | A Terceira Margem do Rio             | Doctora                |

### Televisió
| Any  | Títol               | Personatge |
| ---- | ------------------- | ---------- |
| 1967 | O Tempo e o Vento   | N/D        |
| 1991 | O Farol             | Bá         |
| 2011 | O Crime e o Burguês | Velha      |